# 広瀬ちひろ
広瀬 ちひろ（ひろせ ちひろ、1996年11月15日 - ）は、日本のファッションモデル、ドラマー、小説家、YouTuberである。ガールズバンド「suga/es（シュガレス）」のドラムス担当。LEXINGTON所属。

## 来歴
1996年11月15日生まれ、鳥取県出身。
2016年7月、読者モデルの佐藤ノア（ボーカル）よしかわなみ（ギター）、おりはらまよ（ベース）と共にガールズバンド「suga/es（シュガレス）」を結成し、ドラムスを務める。
2019年8月1日、株式会社FOWDが運営する
チャット小説アプリ「Balloon」にて広瀬による恋愛小説「はじめて会ったあの日から」を公開。
2020年1月、「suga/es（シュガレス）」の活動を休止。

## 人物
- 身長157cm。
- 趣味はフィルムカメラ、バナナジュース作り、お洒落。特技はヘアメイク、歌、ドラム。

## 出演

### 雑誌
- SHE THREE
- ViVi
- anan
- チョキチョキガールズ